# Haruhiro Yamashita
Haruhiro Yamashita, jap. 山下 治広, Yamashita Haruhiro, später  Haruhiro Matsuda, (* 15. November 1938 in Uwajima) ist ein ehemaliger japanischer Kunstturner.
Er gewann bei den Olympischen Sommerspielen 1964 in Tokio je eine Goldmedaille im Pferdsprung und im Mannschaftsmehrkampf. Im Wettkampf am Pauschenpferd belegte er den vierten Platz.
Bei den Turn-Weltmeisterschaften 1962 in Prag wurde er Weltmeister im Mannschaftsmehrkampf und Vizeweltmeister im Pferdsprung. Vier Jahre später bei den Turn-Weltmeisterschaften 1966 in Dortmund siegte er im Pferdsprung und war erneut Mitglied der siegreichen japanischen Mannschaft im Mehrkampf.
Im Pferdsprung trägt ein von ihm 1962 erstmals vorgeführter Sprung, ein Handstandüberschlag vorwärts, unter der Bezeichnung Yamashita-Sprung seinen Namen. Er nahm nach seiner Hochzeit den Familiennamen seiner Frau an, unter dem er in den Annalen der Weltmeisterschaften von 1966 verzeichnet ist. Im Jahr 2000 wurde er in die International Gymnastics Hall of Fame aufgenommen.